# Euglossa auriventris
Euglossa auriventris är en biart som beskrevs av Heinrich Friese 1925. Euglossa auriventris ingår i släktet Euglossa, tribus orkidébin, och familjen långtungebin. Inga underarter finns listade.